# Abbey Road
Abbey Road album je Beatlesa iz 1969. godine. Posljednji je album koji je grupa snimila, ali je nakon njega, u 1970., izdan još Let It Be. Smatra se jednim od njihovih najboljih albuma i jednim od vrhunaca rock glazbe uopće. Razlog za to je svakako splet pjesama (long medley) koji se nalazio na drugoj strani ploče a u kojem je isprepleteno osam kraćih pjesama. Naglašene dramatičnosti ("osjeća se da je to kraj"), medley i završava pjesmom "The End", da bi album opet oživio na dvadesetak sekundi pjesmom "Her Majesty". Ostatak albuma je također briljantan: album započinje pjesmom "Come Together" koju je John Lennon napisao za "proroka LSD-a" Timothyja Learyja, napisanoj u struji svijesti, a nastavlja pjesmom "Something", ponajboljim Harrisonovom doprinosom grupi. Pjesme poput "Here Comes The Sun", "Because", "Oh! Darling" i "Octopus's Garden" (druga Ringova pjesma u Beatlesima) također su postale hitovi i smatraju se vrhunskim ostvarenjima.  

## Pjesme

### 1. strana
1. "Come Together"
2. "Something"
3. "Maxwell's Silver Hammer"
4. "Oh! Darling"
5. "Octopus's Garden"
6. "I Want You (She's So Heavy)"

### 2. strana
1. "Here Comes the Sun"
2. "Because"
3. "You Never Give Me Your Money"
4. "Sun King"
5. "Mean Mr. Mustard"
6. "Polythene Pam"
7. "She Came in Through the Bathroom Window"
8. "Golden Slumbers"
9. "Carry That Weight"
10. "The End"
11. "Her Majesty"

## Glazbenici
- John Lennon
- Paul McCartney
- George Harrison
- Ringo Starr

- George Martin
- Billy Preston – klavijature na "I Want You (She's So Heavy)"